# الکس گونزاگا
الکس گونزاگا (انگلیسی: Alex Gonzaga؛ زادهٔ ۱۶ ژانویهٔ ۱۹۸۸) مجری تلویزیون، بازیگر و تهیه‌کننده تلویزیونی اهل فیلیپین است. وی از سال ۲۰۰۶ میلادی تاکنون مشغول فعالیت بوده است.